# Ishkamish (Distrikt)

Ishkamish und andere Distrikte der Provinz Tachar

Der Distrikt Ishkamish (persisch: ولسوالی اشکمش) ist ein Distrikt in der Provinz Tachar im Nordosten von Afghanistan. Die Mehrheit der Bevölkerung spricht Persisch oder Usbekisch. 
Die Fläche beträgt 948,1 Quadratkilometer und die Einwohnerzahl 69.040 (Stand: 2022).